# اعراب حدود مرزهای روم شرقی و ایران
اعرابِ حدود مرزهای روم شرقی و ایران در سده‌های چهارم-ششم میلادی کتابی از ن.و. پیگولوسکایا با ترجمهٔ عنایت الله رضا است که در سال ۱۳۷۲ منتشر و در مراسم کتاب سال جمهوری اسلامی ایران به‌عنوان کتاب برگزیده سال معرفی شد.